# Paraptenodytinae
A Paraptenodytinae a madarak (Aves) osztályának pingvinalakúak (Sphenisciformes) rendjébe, ezen belül a pingvinfélék (Spheniscidae) családjába tartozó fosszilis alcsalád.

## Rendszerezés
Az alcsaládba az alábbi 2 nem tartozik:
- Arthrodytes Ameghino, 1905 - kora miocén; Dél-Amerika
- Paraptenodytes Ameghino, 1891 - típusnem; kora miocén - kora pliocén?; Dél-Amerika